# Trimpert
Trimpert is een gehucht in de gemeente Geldrop-Mierlo ten zuiden van Mierlo, in de Nederlandse provincie Noord-Brabant. Het gehucht bestaat uit een lange straat met een paar boerderijen. In de loop van de jaren zijn er ook steeds meer woonhuizen gebouwd. Bij Trimpert stond vroeger Kasteel Mierlo.
Trimpert ligt aan de bovenloop van de Goorloop, die hier Overakkerse Loop heet. In het zuiden en het westen ligt een dekzandrug, waarop zich de Strabrechtse Heide en de Molenheide bevinden. Direct ten oosten van Trimpert bevindt zich het 'natte natuurgebied' Sang en Goorkens.
Dorpen: Geldrop · Hoog Geldrop · Mierlo 

Buurtschappen: Bekelaar · 't Broek · De Loo · Genoenhuis · Goor . Gijzenrooi · Heiderschoor · Hout · Hulst · Loeswijk · Luchen · Overakker · Trimpert · Voortje

Wijken van Geldrop: Akert · Braakhuizen-Noord · Braakhuizen-Zuid · Centrum · Coevering · Gijzenrooi · Skandia 

Noord-Brabant: Steden en dorpen      Nederland: Provincies · Gemeenten